# Лоуренс Тіббетт
Лоуренс Тіббетт (англ. Lawrence Tibbett; 16 листопада 1896 — 15 липня 1960) — американський оперний співак (баритон), музикант, актор і радіоведучий.

## Біографія
Народився в каліфорнійському місті Бейкерсфілд в сім'ї помічника шерифа, убитого в перестрілці в 1903 році. Його дитинство пройшло в Лос-Анджелесі, де він заробляв на життя співом у церковних хорах і на похоронах. У 1915 роціТіббетт закінчив школу мистецтв, а через рік познайомився зі своєю майбутньою дружиною Грейс Мак Сміт, яка знімала кімнату в будинку його матері. Від цього шлюбу у нього залишилося двоє дітей, а в 1931 році подружжя розлучилося.
У роки Першої світової війни він служив у торговому флоті, а після її закінчення працював у кінотеатрі, де співав у прологах німих фільмів. У 1923 роціТіббетт підписав контракт з Метрополітен-опера, де став виступати за $60 на тиждень. З роками його гонорари і успіх у публіки неухильно зростали, і до кінця десятиліття він був відомий по всій країні. В 1930-ті Тіббетт гастролював у Європі та Австралії, давав сольні концерти в Парижі, Відні, Празі, Лондоні та Мельбурні. У той же час він знімався в Голлівуді, де його перша ж роль в музичному фільмі «Пісня шахрая» принесла йому номінацію на премію «Оскар» як найкращому акторові. Іншими фільмами, де Тіббетт виконав головні ролі, стали мюзикли «Новий місяць» (1930), «Метрополітен» (1935) та «Зачарований тобою» (1936). У 1932 році він вдруге одружився з Джейн Марстон Бургард, яка народила від нього дитину.
У 1936 році разом зі скрипалем Яшею Хейфецем Тіббетт заснував Американську гільдію музичних артистів, яка стала найбільш важливою профспілкою артистів в даному напрямку. Після завершення оперної кар'єри в 1950-ті роки, Тіббетт відновив свою акторську роботу в театральних постановках і мюзиклах. У той же час він працював на радіо, де в своїх передачах відтворював записи оперних композицій. До кінця десятиліття його здоров'я стало погіршуватися, через артрит і алкоголізм. Лоуренс Тіббетт помер в результаті нещасного випадку, коли спіткнувся об килим у своєму будинку в Лос-Анджелесі, і впавши, отримав смертельну травму голову. Похований на цвинтарі Форест-Лаун в Глендейлі. Через рік після його смерті на Голлівудській алеї слави була закладено його іменна зірка.
Лоуренс Тіббетт був зображений на ряді поштових марок США серії «легенди американської музики». Персонаж Тіббетта з'явився в гангстерському фільмі «Багсі», де його зіграв Джо Бейкер.